# あの胸にもういちど
『あの胸にもういちど』（英: The Girl On A Motorcycle、仏: La Motocyclette）は、1968年に公開されたイギリス・フランス合作の映画。カラー、ヨーロピアンビスタ（1.66:1）。アンドレ・ピエール・ド・マンディアルグの小説『オートバイ』を原作に、バイカーである人妻の不倫の恋と破滅を斬新なタッチで描く。

## 製作
原作
主人公レベッカのモデルとなったのは、原作者・マンディアルグの友人だったドイツのモーターサイクル・ジャーナリスト、アンケ＝イヴ・ゴールドマンで、彼女は革のワンピース・レーシングスーツを着た最初の女性ライダーである。
キャスティング
主演のマリアンヌ・フェイスフルは、当初主演予定だったドイツ人女優が麻薬で急死したための代役起用であった。

## ストーリー
夜明け前。フランスのある田舎町に住む新妻のレベッカは、「ディオニュソス号」と名付けられた大型バイクでドイツ・ハイデルベルクに住む哲学教授のダニエルのもとへ向かう。彼女はダニエルと密会を重ねては情事にふけっているのだった。（以降、レベッカがバイクを駆りながらの回想が展開される。）
ダニエルはレベッカの実家が営む書店の常連客で、スキー旅行に行った先でたまたま再会し、ダニエルに強引に求められて以来こっそり逢う仲になったのだった（スキー場のロッジで初めてダニエルと抱き合ったレベッカは、恍惚とは裏腹に、その翌朝に現在の夫・レイモンドに「ひとりでいるのが怖い」と言って突然結婚を申し出る）。レベッカが大型バイクに乗るようになったのも、バイクで走る魅力を彼女に説いたすえ「ディオニュソス号」をプレゼントしたダニエルの手ほどきによるものだった。ダニエルは「愛は人を誤らせるだけで、結婚は世間からの中傷を避ける盾に過ぎない。我々は恋だけをするべきだ」という奇妙な学説を持っており、時折レベッカにもそれを語って聞かせる。ある雨の日、ダニエルに会ったレベッカは、「レイモンドと結婚したのはあなたを忘れるためだ。もう二度と会わない」と告げる。ダニエルは「僕は誰も愛さない」と答える。ふたりは激しく抱き合う。
レベッカは喉が渇き、バイクを止め、ドライブインに入って蒸留酒のキルシュヴァッサーを飲む。レベッカにとってキルシュヴァッサーの味やのど越しが、ダニエルとの思い出と結びついているのだった。ダニエルの言葉や態度を反芻するレベッカは、ダニエルが自分の人格に関心を持っていないことに気づく。酩酊状態のレベッカはヘルメットをドライブインに置き忘れる。
バイクがハイデルベルク近郊に近づいた際、ダニエルとの逢瀬を待ちきれないレベッカはスピードを早め、思わずうっとりと目を閉じる。そのときレベッカは車線変更のトラックに追突して体が前に飛ばされ、対向車線の乗用車のフロントガラスに突っ込む。コントロールを失った乗用車はトラックと正面衝突し、そこに後続車が乗り上げて横転、爆発炎上する。ハイデルベルクでは朝を告げる教会の鐘が鳴り響いていた。

## キャスト
| 役名                                    | 俳優                                                       | 日本語吹替   |
| 役名                                    | 俳優                                                       | 日本テレビ版 |
| --------------------------------------- | ---------------------------------------------------------- | ------------ |
| レベッカ                                | マリアンヌ・フェイスフル                                   | 中島葵       |
| ダニエル                                | アラン・ドロン                                             | 水島弘       |
| レイモンド （レベッカの夫・小学校教師） | ロジャー・マットン                                         | 城山堅       |
| レベッカの父親                          | マリウス・ゴーリング                                       | 千葉耕市     |
| カトリーヌ （スキー旅行のカップル）     | カトリーヌ・ジュールダン                                   |              |
| ジャン （スキー旅行のカップル）         | ジャン・ルダック                                           |              |
| ガソリンスタンドの店主                  | ジャック・マラン                                           |              |
| フランスの国境事務所職員                | アンドレ・マランヌ バリ・ヨンソン アーノルド・ダイアモンド |              |

- 日本テレビ版：初回放送1974年11月6日『水曜ロードショー』

## 日本での公開・ビデオグラム
日本では製作年の1968年に劇場公開されたが、ラブシーンなど数か所が独自にカットされた。1974年に再公開。当時のポスターコピーは「むせかえるような恋の陶酔に ひとつになって燃える男と女- 人気最高・ドロンの魅力がきらめく 華麗なる愛の名作!」。1997年にオリジナル版が初公開された。
2005年5月11日にキングレコードより「通常版（KIBF-302）」「デラックス・エディション（KIBF-9302）」2種のDVDが発売されたのち、2010年9月3日にエスピーオーより「HDニューマスター版」DVD（OPSD-S938）が発売、2013年2月27日にTCエンタテインメントよりブルーレイ化された（TCBD-0181）。このブルーレイ制作の際、上記のテレビ放映の吹き替え音源を収録する動きがあったものの、権利元が音源を紛失しており、一般からも録画音源の募集をかけたものの、発売までに発見することができなかった。

## 文化的影響
全裸に黒革のバイクスーツをまとうというフェイスフル演じる主人公のファッションについて、映画監督の内藤誠・鈴木則文・井筒和幸および、ミュージシャンの鈴木慶一らが揃ってその姿に魅了されたと語っている。うち鈴木則文や井筒は自作映画にこのファッションを引用することを考えたという。そして鈴木則文は1971年の監督作『関東テキヤ一家 喧嘩火祭り』に登場する賀川雪絵のコスチュームでこれを実現した上、劇中でストーリーに関係なく『あの胸にもういちど』の上映ポスターがズームで大写しされた。
1971年に放送されたテレビアニメ『ルパン三世』の登場人物・峰不二子が、上記同様のファッションでバイクに乗る場面がある。これは監督のおおすみ正秋が本作の主人公に影響を受け、モデルにしたものである。おおすみ曰く、「革ジャンを裸身にまとい、ハーレーに乗った不二子のシーンは、仏映画『あの胸にもう一度』のパクリ(笑い)なんだ」。
2018年7月公開の短編アニメ映画『誘拐アンナ』は本作をモチーフの一つとして製作され、監督の佐藤懐智の強い意向によりカップリング上映された。2019年3月15日には両作を収録したボックス・セットが発売された。